# Historic Live Tuna
Historic Live Tuna è un album degli Hot Tuna pubblicato nel 1985 contenente nel lato A alcuni brani registrati durante una performance acustica svoltasi nella stazione radio WAXQ di New York e nel lato B tre 
pezzi registrati all'auditorium Fillmore West di San Francisco. Tutti i brani sono del 1971.

## Tracce

### Lato A
1. New Song (for the Morning) (Jorma Kaukonen) – 5:05
2. Been So Long (Kaukonen) – 4:17
3. Oh Lord, Search My Heart (Rev. Gary Davis) – 4:39
4. True Religion (Canzone traditionale) – 7:01
5. Space Jam (Jack Casady, Kaukonen) – 0:10

### Lato B
1. Intro by Bill Graham / Rock Me Baby (Canzone traditionale) – 9:03
2. Want You to Know (Bo Carter) – 4:58
3. Come Back Baby (Lightning Hopkins) – 9:14

## Formazione
- Jorma Kaukonen – chitarra, voce
- Jack Casady – basso
- Papa John Creach – violino
- Sammy Piazza – batteria in Rock Me Baby, Want You to Know e Come Back Baby